# Lienz SG
| SG ist das Kürzel für den Kanton St. Gallen in der Schweiz. Es wird verwendet, um Verwechslungen mit anderen Einträgen des Namens Lienz zu vermeiden. |

Lienz ist eine Ortschaft im St. Galler Rheintal, die zwischen Rüthi und Sennwald liegt.

## Geographie

Historisches Luftbild der Swissair Photo AG von 1947

Das Dorf Lienz, welches am Fusse des Hohen Kasten liegt, ist eine Exklave der St. Galler Gemeinde Altstätten und hat eine Fläche von 8,3 km². Vom Ortsteil Oberbüchel, der im Dreiländereck Österreich-Liechtenstein-Schweiz liegt, führt neben dem Zollhaus eine Brücke über den Rhein ins vorarlbergische Bangs, das zum Gemeindegebiet von Feldkirch gehört. Nordöstlich dieses Grenzüberganges mündet der Werdenberger Binnenkanal in den Rhein und bildet dort den letzten Unterbruch des Rheindammes auf Schweizer Seite bis zum Bodensee.

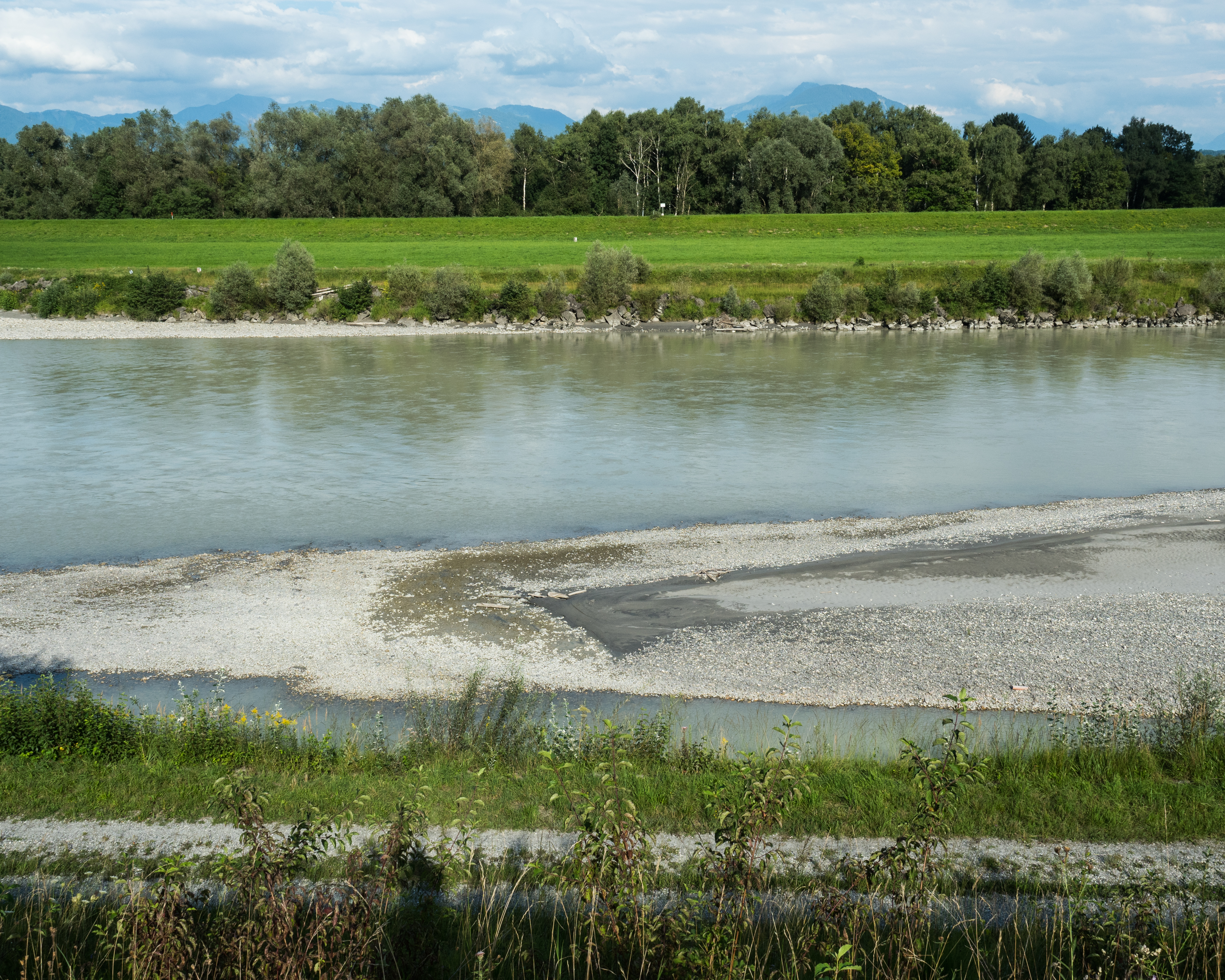
Rhein-Dreiländereck: Ansicht von der Schweizer Flussseite auf Österreich (oben links) und Liechtenstein (oben rechts)

Die Ebene zwischen dem Ort Lienz und dem Rhein wird von der SBB-Linie St. Margrethen-Buchs durchquert. Praktisch parallel dazu verläuft der Rheintaler Binnenkanal, an dem sich eines der drei Kleinkraftwerke der Rheintaler Binnenkanalwerke befindet. Das Dorf Lienz ist mit einer Haltestelle, die von der RTB Rheintal Bus bedient wird, an den öffentlichen Verkehr angeschlossen.

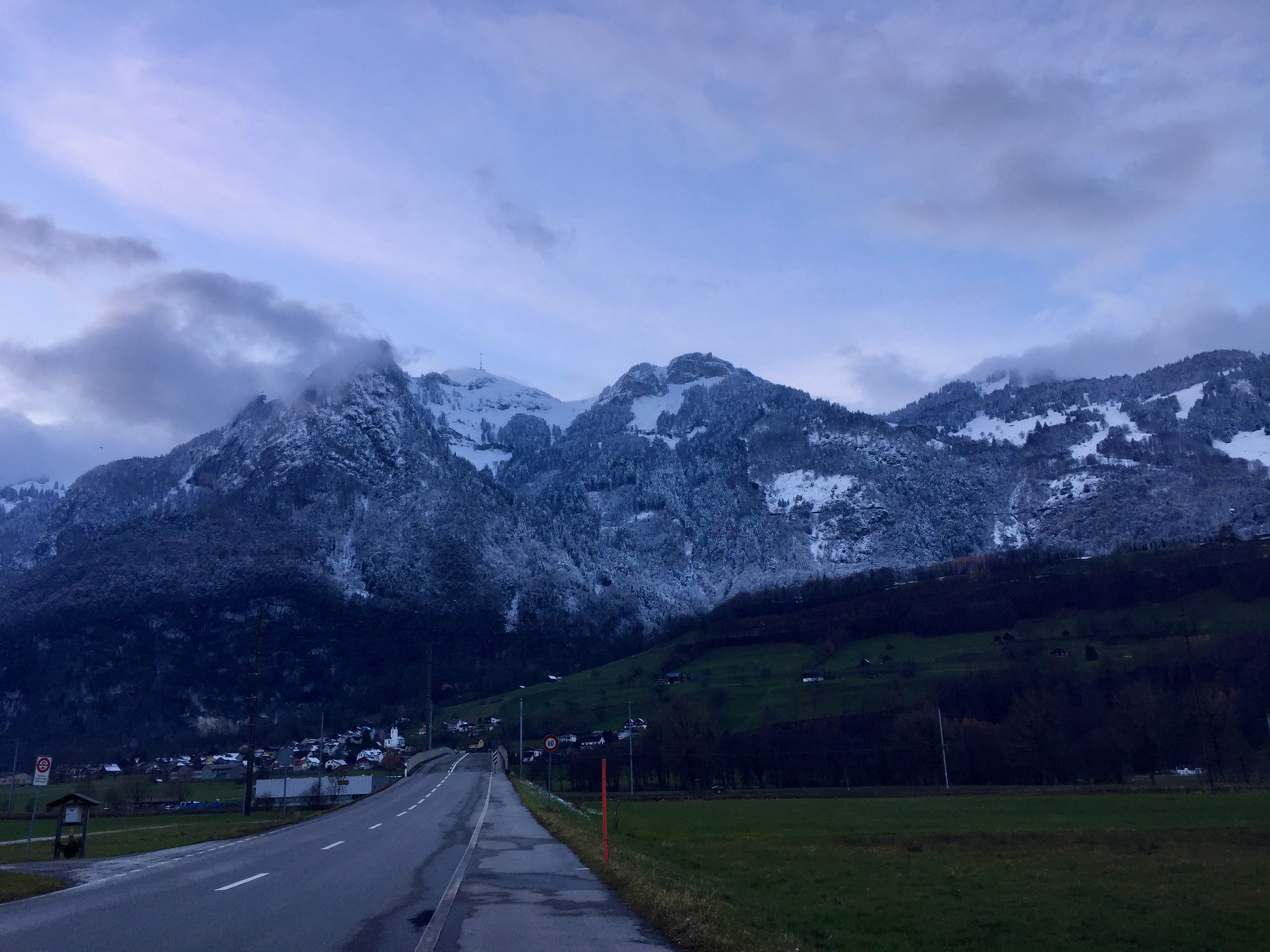
Hauptstrasse in Lienz mit dem Hohen Kasten

## Bevölkerung
Zur Ortsgemeinde Lienz gehören die Ortsteile Plona und Oberbüchel. Lienz zählte im Jahre 2000 total 383 und am 31. Dezember 2020 487 Einwohner. Es hat eine eigene Schulgemeinde mit Schulhaus, das von knapp 50 Kindern vom 1. Kindergarten bis zur 6. Klasse besucht wird. Die Schülerinnen und Schüler der Oberstufe werden im Oberstufenzentrum in Oberriet unterrichtet.
Die Herz-Jesu-Kirche im Dorf Lienz dient den katholischen Gläubigen als Gottesdienstraum. Diese werden von Rüthi aus durch die Seelsorgeeinheit Blattenberg betreut. Im Weiler Plona, oberhalb Rüthi, befindet sich die dem Heiligen Antonius von Padua geweihte Kapelle. Die evangelisch-reformierten Christen sind der Kirchgemeinde Sennwald angeschlossen.

## Geschichte
Die Hochgerichtsbarkeit über die Lienz gehörte im Ancien Régime der Herrschaft Sax-Forstegg, während die niederen Gerichte in Besitz der Stadt Altstätten waren.